# Eugène Beaudouin

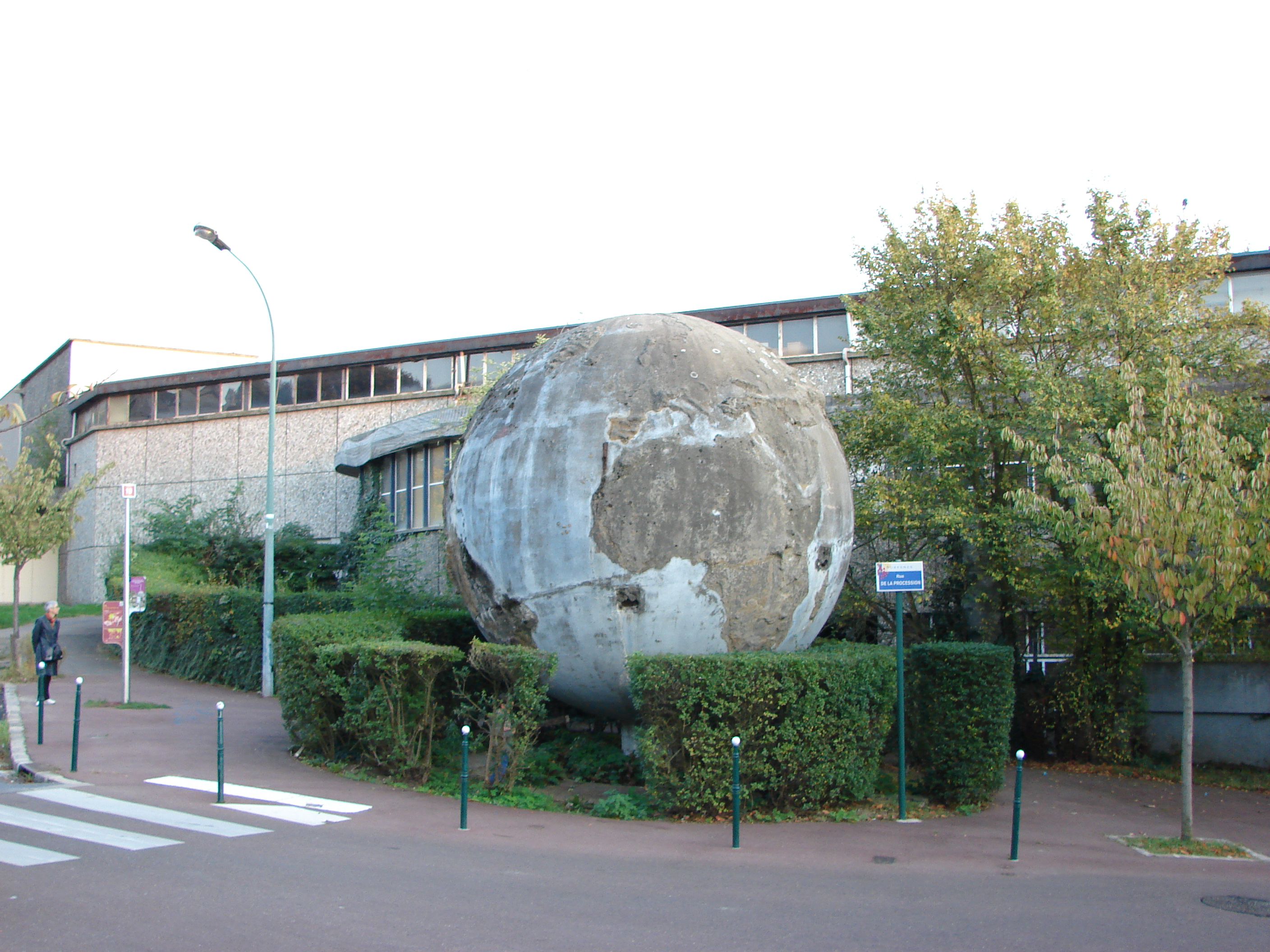
Die Freiluftschule von Suresnes, 1932–35

Eugène Beaudouin (* 20. Juli 1898 in Paris; † 14. Januar 1983 ebenda) war ein französischer Architekt und Stadtplaner.

## Leben
Der katholisch erzogene Sohn des Architekten Léon und der Marie (geborene Durand) stammte aus Paris. Er studierte an der École des Beaux-Arts in der französischen Hauptstadt im Atelier von Emmanuel Pontremoli, wo 1928 sein Abschluss mit dem Prix de Rome ausgezeichnet wurde, und war von 1925 bis 1940 Partner von Marcel Lods. Aus dieser Zusammenarbeit entstand beispielsweise die Freiluftschule in Suresnes, bei der Jean Prouvé Ingenieur war. In dieser Periode begann auch seine Beschäftigung mit Stadtplanungen und der funktionalen und räumlichen Organisation ganzer Stadtteile.
Im Jahre 1942 wurde er Direktor der neu gegründeten Sektion Architektur an der Universität Genf. Nebst dieser Schule, lehrte er ab 1946 auch an der École des Beaux-Arts in Paris. Von 1960 bis 1964 war er Präsident der Union Internationale des Architectes. Ab 1961 war Beaudouin als Nachfolger von Jules Formigé Mitglied der Académie des Beaux-Arts.
Zu seinen wichtigsten Werken zählen in den 1960er und 1970er Jahren der Sitz der Internationalen Arbeitsorganisation ILO (zusammen mit Pier Luigi Nervi und Alberto Camenzind), die Erweiterung des Völkerbundpalast (zusammen mit François Bouvier, André Gaillard und Arthur Lozero).
Er war mit der Kunstmalerin Joséphine Cahuzac verheiratet.

## Werke (Auswahl)
zusammen mit Marcel Lods
- Champ des Oiseaux, Stadtviertel, Bagneux 1930–39
- Cité de la Muette, Stadtviertel, Drancy 1931–34
- Freiluftschule, Suresnes 1933–35 (mit Jean Prouvé)
- Maison du Peuple, Clichy 1935–39 (mit Jean Prouvé und Vladimir Bodiansky)

im eigenen Büro
- Vermont-Les Artichauts, Siedlung Genf 1948–54 (mit André Bordigoni, Jean Gros und Antoine de Saussure)
- Cité Rotterdam, Siedlung Strasbourg 1951–53
- Studentenwohnheim, Antony 1954–60
- Interbau Hansaviertel, Berlin, Bartningallee Nr. 11–13, Wohnhaus, 1956–1957 mit  Raymond Lopez
- Überbauung Maine-Montparnasse, Paris 1958–73
- Bureau International du Travail, Genf 1966–68 (mit Alberto Camenzind und Pier Luigi Nervi)
- Völkerbundgebäude, Erweiterung, Genf 1957–73 (mit François Bouvier, André Gaillard und Arthur Lozero)